# قناة أفلام (المغرب)
أفلام TV أو السابعة هي إحدى قنوات الشركة الوطنية للإذاعة والتلفزة المغربية، بدأ بثها على التلفزة الرقمية الأرضية في 31 ماي 2008، وتختص في السينما من خلال بث مجموعة من الإنتاجات الوطنية والدولية كالأفلام والمسلسلات والمسرح وبرامج عن السينما.

## وصلات خارجية
- SNRT> أفلام TV.
- موقع قناة أفلام TV على الأنترنت

"قنوات فضائية"